# Burt Balaban
Burt Balaban (né le 6 mars 1922 à Chicago et mort le 14 octobre 1965) est un réalisateur et producteur de cinéma américain.

## Biographie
Burt Balaban est le fils de Barney Balaban, président de Paramount Pictures de 1936 à 1964.

## Filmographie partielle

### Comme réalisateur
- 1954: Stranger from Venus
- 1957: Lady of vengeance (en)
- 1958: High Hell (en)
- 1960: Crime, société anonyme (Murder, Inc.) (coréalisation : Stuart Rosenberg)
- 1961:  Le Maniaque à la mitraillette (Mad Dog Coll)
- 1966: The Gentle Rain (en)

### Comme producteur
- 1954: Stranger from Venus
- 1954: Diplomatic Passport (en) de Gene Markel
- 1957: Lady of vengeance (en)
- 1958: High Hell (en)
- 1960: Crime, société anonyme
- 1966: The Gentle Rain (en)